# Inmigración austriaca en Uruguay
Los uruguayos austríacos son personas nacidas en Austria que viven en Uruguay o personas nacidas en Uruguay de ascendencia austriaca.

## Descripción general
En tiempos del Imperio Austro-Húngaro se establecieron relaciones diplomáticas con Uruguay, celebrándose por el barón Anton von Petz un Tratado de Amistad, Comercio y Navegación entre ambos países, que posibilitó la inmigración.
Durante las dos guerras mundiales, miles de austriacos escaparon de Europa, la mayoría de ellos huyendo a Sudamérica, incluida una pequeña pero significativa comunidad judía austríaca. El Comité Central Austriaco para América Latina se estableció en Montevideo en 1943.
El censo uruguayo de 2011 reveló 141 personas que declararon a Austria como su país de nacimiento.
Existen en Uruguay algunos miembros de la nobleza austríaca, como los Habsburgo y los Auersperg.
Existe una institución, el Club Alpino de Montevideo (en alemán: Alpenländer Verein Montevideo), que fue fundada en 1934 por austríacos y alemanes.